# Gilberto Muñiz Caparó
Julio Gilberto Muñiz Caparó (Cusco, 19 de noviembre de 1936) es un periodista y político peruano. Miembro de Acción Popular, fue diputado por el departamento del Cusco en el periodo 1980-1985 y alcalde de la ciudad del Cusco desde 1975 hasta 1980.

## Biografía
Fue el propietario de la "Radio El Sur" de Cusco que empezó a transmitir desde diciembre de 1971 con una línea opositora al gobierno militar. En 1975 fue designado como alcalde de la ciudad del Cusco por el Gobierno Revolucionario de las Fuerzas Armadas. En su gestión obtuvo, con el apoyo de Rodolfo Zamalloa Loaiza, la proclamación del Centro histórico del Cusco como "Patrimonio Cultural del Mundo" en la VII Convención de Alcaldes celebrada en 1976 en Turín y Milán. Dio prioridad a las coordinaciones necesarias ante la UNESCO para lograr el reconocimiento de Cusco y Machu Picchu como Patrimonio Cultural de la Humanidad. Asimismo, institucionalizó la Bandera de Cusco y fue el gestor de la creación del Boleto Turístico de la Empresa Municipal de Festejos de Cusco.
Fue elegido diputado por el departamento del Cusco en 1980 por el partido Acción Popular en las elecciones generales de ese año en las que salió elegido como presidente del Perú por segunda vez el arquitecto Fernando Belaúnde Terry. En el año 2000, durante el gobierno de Valentín Paniagua fue asesor del despacho de la presidencia de la república.